# Michał Browarski
Michał Browarski (ur. 8 września 1945 w Warszawie, zm. 16 marca 2014 w Warszawie) – polski artysta fotograf, fotoreporter. Członek rzeczywisty Okręgu Warszawskiego Związku Polskich Artystów Fotografików. Fotograf Polskiej Agencji Fotografów Forum.

## Działalność
Michał Browarski mieszkał i pracował w Warszawie. Był członkiem Międzynarodowego Stowarzyszenia Dziennikarzy w Brukseli. W latach 70. i 80. współpracował z wieloma czasopismami, był fotoreporterem miesięcznika „Polska”. W latach 1980–1990 współpracował z warszawskimi teatrami. Szczególne miejsce w twórczości Michała Browarskiego zajmowała fotografia reportażowa oraz fotografia krajobrazowa, którą zajmował się od lat 80.
W 1978 roku został przyjęty w poczet członków rzeczywistych Okręgu Warszawskiego Związku Polskich Artystów Fotografików (legitymacja nr 486). Jego fotografie były wielokrotnie wystawiane na cyklicznej Aukcji Fotografii Polskiej organizowanej przez Związek Polskich Artystów Fotografików. Był członkiem jury w konkursach fotograficznych.
Michał Browarski jest autorem i współautorem wielu wystaw fotograficznych; indywidualnych, zbiorowych; polskich i międzynarodowych; jego fotografie były prezentowane w Polsce, Europie oraz Stanach Zjednoczonych. Kolekcje fotografii Michała Browarskiego znajdują się w zbiorach Muzeum Sztuki w Łodzi oraz Ministerstwa Środowiska w Warszawie.
Michał Browarski zmarł 16 marca 2014 roku w Warszawie, nabożeństwo żałobne odbyło się w dniu 20 marca w kościele parafialnym św. Małgorzaty w Łomiankach.

## Wybrane wystawy
- „Pielgrzymi 1981” (Chicago 1981)
- „Kolor pejzażu”; Stara Galeria ZPAF (Warszawa 1991)
- „Afganistan 1992 – czas pokoju, czas wojny” (Warszawa 1992)
- „Afganistan 1992 – czas pokoju, czas wojny” (Groningen 1993)
- „Pejzaże Morza Bałtyckiego” (Warszawa 1995)
- „Krajobrazy nieba” (Warszawa 1998)
- „Kolor Bałtyku”; Stara Galeria ZPAF (Warszawa 1998)
- „Wiara – natura – wojna”; Stara Galeria ZPAF (Warszawa 2001)
- „Portret morza – Symetria i kolor”; Centralne Muzeum Morskie (Gdańsk 2003)
- „Chopinowskie Mazowsze”; Mazowieckie Centrum Kultury i Sztuki (Warszawa 2005)

Źródło

## Nagrody
- Stypendium twórcze Ministerstwa Kultury i Dziedzictwa Narodowego (2000)
- Dyplom Ministerstwa Kultury i Dziedzictwa Narodowego (2004)

Źródło